# Gloria (Vivaldi)
Antonio Vivaldi va compondre diversos Gloria, un tipus d'obra religiosa. La catalogada com a RV 589 és la peça més coneguda i popular de la música sacra de Vivaldi, però se sap que pel cap baix va escriure dos Gloria més. A més de l'esmentat RV 589, ens ha pervingut l'RV 588 i n'hi ha un altre de perdut (RV 590), que només s'esmenta en el catàleg Kreuzherren. Els dos Gloria que ens han arribat van ser escrits l'any 1700, i és motiu de debat saber quin és anterior i quin posterior.

## Introduzioni
Tal com havia fet per a altres composicions corals, Vivaldi també va escriure'n introduzioni ('introduccions'), a saber, motets que s'executaven abans d'aquests cants sacres. Per a aquests Gloria n'hi ha quatre: Cur Sagittas (RV 637), Jubilate, o amoeni cori (RV 639), Longe mala, umbrae, terrores (RV 640) i Ostro picta, armata spina (RV 642).

## GloriaRV 588
1. Introduzione (RV 639): Aria "Jubilate o amoeni cori" (Contralt)
2. Recitative "In tam solemni pompa" (Contralt)
3. Aria "Sonoro Modulamine" (Contralt) — Gloria in excelsis Deo RV 588 (Cor)
4. Et in terra pax (Cor)
5. Laudamus te (Sopranos I i II)
6. Gratias agimus tibi (Cor)
7. Domine Deus (Tenor)
8. Domine, Fili unigenite (Cor)
9. Domine Deus, Agnus Dei (Soprano)
10. Qui tollis peccata mundi (Cor)
11. Qui sedes ad dexteram Patris (Contralt)
12. Quoniam tu solus sanctus (Soprano)
13. Cum Sancto Spiritu (Cor)

## GloriaRV 589
| Domine Deus                                                              |
|                                                                          |
| Domine Deus per soprano, oboè i orquestra de cordes. Cortesia de Monora. |
|                                                                          |

El Gloria RV 589, en re major, té una durada aproximada de poc més de mitja hora i està integrat d'onze o dotze moviments (segons si el quart i el cinquè es compten com un de sol o es fan computar com a passatge únic).
1. Gloria in excelsis Deo [allegro] (Cor)
2. Et in terra pax hominibus [andante] (Cor)
3. Laudamus te [allegro] (Sopranos I i II)
4. Gratias agimus tibi [adagio] (Cor)
5. Propter magnam gloriam [allegro] (Cor)
6. Domine Deus [largo] (Soprano)
7. Domine Fili Unigenite [allegro] (Cor)
8. Domine Deus, Agnus Dei [adagio] (Contralt i cor)
9. Qui tollis peccata mundi [adagio] (Cor)
10. Qui sedes ad dexteram Patris [allegro] (Contralt)
11. Quoniam tu solus sanctus [allegro] (Cor)
12. Cum Sancto Spiritu [allegro] (Cor)

## Enregistraments
- Vivaldi, Gloria [RV 589] / Dixit Dominus [RV 594]. Concerto Italiano, Rinaldo Alessandrini (director). Gemma Bertagnolli (soprano), Sara Mingardo (contralt). França, Naïve. (Inclou la introducció RV 642 al Gloria i la RV 635 al Dixit Dominus.)